# Семинол (окръг, Флорида)
Окръг Семинол (на английски: Seminole County) е окръг в щата Флорида, Съединени американски щати. Площта му е 894 km², а населението – 365 196 души (2000). Административен център е град Санфорд.